# Theme Park World
Theme Park World (in de Verenigde Staten: Sim Theme Park) is een computerspel ontwikkeld door Bullfrog en uitgegeven door Electronic Arts. Het maakt, net als SimTower, SimTown, SimSafari en SimFarm, deel uit van de Sim-spellen van Maxis. Doel van het spel is om zelf een attractiepark te bouwen en te managen. Het spel werd uitgebracht in 1999 en is het vervolg van Theme Park uit 1994, ook ontwikkeld door Bullfrog.

## Werelden
Lost Kingdom
Een jungle themapark met Azteekse kastelen en dinosaurussen. Dit level en Halloween World zijn de makkelijkste werelden om te beginnen, maar Wonderland en Space Zone kunnen later worden ontgrendeld met Gouden Sleutels.
Halloween World
Een spookachtig park met attracties en spookhuizen. Deze wereld, samen met het Lost Kingdom heeft alleen een Gouden Sleutel nodig om speelbaar te zijn.
Space Zone
Het laatste level, en ook het moeilijkste. Dit is een futuristisch themapark met ruimteschepen en buitenaardse wezens. Vijf Gouden Sleutels zijn nodig om deze wereld te ontgrendelen.
Wonderland
Een bonuslevel dat wordt ontgrendeld na het voltooien van het laatste en moeilijkste level. Dit is een fantasiepark. Drie Gouden Sleutels zijn nodig om deze wereld te ontgrendelen.

## Platforms
| Jaar | Platform                              |
| ---- | ------------------------------------- |
| 1999 | Windows                               |
| 2000 | Macintosh, PlayStation, PlayStation 2 |
| 2009 | PSP, PlayStation 3                    |
| 2012 | PS Vita                               |

## Ontvangst
| Beoordeeld door             | Platform      | Jaar | Score |
| --------------------------- | ------------- | ---- | ----- |
| Computer Gaming World (CGW) | Windows       | 2000 | 90%   |
| Inside Mac Games (IMG)      | Macintosh     | 2001 | 88%   |
| NowGamer                    | PlayStation 2 | 2000 | 85%   |
| Video Games                 | PlayStation 2 | 2000 | 84%   |
| GameStar (Duitsland)        | Windows       | 1999 | 81%   |
| Power Unlimited             | PlayStation 2 | 2001 | 80%   |
| Gamesmania                  | Windows       | 1999 | 75%   |
| Absolute Playstation        | PlayStation   | 2000 | 71%   |
| Mac Gamer                   | Macintosh     | 2001 | 70%   |
| Game Revolution             | PlayStation   | 2000 | 42%   |